# سوسانو
سوسانو یا سوسونو با نام کامل یون سوسانو (کره‌ای: 스사노오) (زاده ۶۷ سال قبل از میلاد، جولبون _ درگذشته ۶ سال قبل از میلاد، بکجه) دومین همسر و اولین ملکه امپراتور جومونگ، مادر بیریو و پادشاه اونجو(نخستین پادشاه بکجه) بود که یه جومونگ احترام می گذاشت.

## زندگی
بنابر روایت سامگوک ساگی، بانو یون سوسانو تنها دختر گومسو دانگون(یون تابال)، فرمانروای جولبون و فرمانده قبیله گیرو بود.
درآغاز سوسانو و جومونگ قصد داشتند با یکدیگر ازدواج کنند. اما این اتفاق روی نداد و او با ووته، از خویشاوندان (به روایتی برادر کوچک یا خواهرزاده) امپراتور گوموا ازدواج کرد و پژوهش‌گران بر این باورند دو فرزند سوسانو بیریو و اونجو از او بوده‌اند. ووته همسر نخست سوسانو در یک جنگ قبیله‌ای توسط سونگ یانگ(فرمانروای جولبون پس از یون تابال) کشته شد. سوسانو در تاسیس امپراتوری گوگوریو نقش مهمی داشت و پس از تاسیس گوگوریو با اینکه هشت سال از جومونگ بزرگتر بود به همسری وی درآمد و ملکه گوگوریو شد. سوسانو توانست پسر ارشدش بیریو را به موقیعت جانشینی جومونگ برساند. اما در سال ۱۷ قبل از میلاد با ورود یه سویا(نخستین همسر جومونگ) و یوری (تنها فرزند جومونگ) از بویو به گوگوریو، سوسانو که موقعیت خود و فرزندانش را در خطر میدید برای جلوگیری از درگیری احتمالی میان پسرانش و یوری بر سر جانشینی گوگوریو از مقامش به عنوان ملکه کناره گیری کرد و بر آن شد تا گوگوریو را به مقصد ماهان ترک کند و همراه با فرزندانش به جنوب شبه‌جزیره برود. پس از آن سوسانو و پسرانش و پدرش یون تابال و عده‌ای از مردم جولبون به سمت جنوب حرکت کردند. آنان پس از ۱۸ ماه گرما و سرمای طاقت فرسا خود را به جنوب رساندند. بر اساس متون اصلی نقل شده در سامگوک ساگی، اونجو در هانام و بیریو در میچوهول، که تصور می شود اینچئون، کره جنوبی امروزی باشد، ساکن شدند. اما بیریو از تصمیمش مبنی بر استقرار در این منطقه احساس شرم می‌کرد، زمانی که ثابت شد سرزمین میچوهول غیرقابل سکونت است، بیریو و مردمانش به پیش اونجو رفته و خواستار پادشاه شدن بیریو برای حکومت در آنجا شدند. پس از رد درخواست توسط اونجو، بیریو اعلام جنگ نمود و به هانام حمله کرد. اما در فتح آن شکست خورد و پس از آن اقدام به خودکشی کرد. پس از مرگ بیریو، تمامی مردم او برای تبعیت از اونجو به دژ ویریه رفتند و پادشاهی اونجو که سیپجه نام داشت؛ به بکجه یعنی «صدها خانواده که از دریا گذشتند» تغییر نام یافت. سوسانو در بنیان گذاری حکومت بکجه نقش اساسی داشت. اونجو پس از به تخت نشستنش به مادرش سوسانو لقب "ملکه مادر بزرگ" را اعطا کرد. سرانجام بانو سوسانو در سال ۶ قبل از میلاد در سن ۶۱ سالگی از دنیا رفت. 

- درمورد مرگ سوسانو دو نظریه متفاوت وجود دارد.
نظریه اول میگوید که سوسانو به مرگ طبیعی از دنیا رفت.
اما نظریه دوم معتقد است که سوسانو در یکی از جشن ها توسط تسو مسموم شد و به قتل رسید. اما طبق گزارش ها نظریه اول معتبر تر است.

مقبره بانو سوسانو هم اکنون در کره جنوبی، حوالی سئول، منطقه ویریه‌سونگ قرار دارد.

سوسانو پس از مرگش از طرف حکومت بکجه لقب "مادربزرگ" را گرفت.
- (البته مردم بکجه معتقد بودند که سوسانو با میل خود گوگوریو را ترک نکرد و توسط جومونگ از گوگوریو رانده شد. اما حکومت گوگوریو خلاف این را میگفت و معتقد بود سوسانو و فرزندانش با میل خود از گوگوریو رفتند.)

{{
Encyclopedia of Korean Culture (کره‌ای)</ref> hn?docid=828500 Doosan Encyclopedia Online] (کره‌ای)</ref>

## تفسیر اسم و شخصیت
اسم سوسانو به‌طور عجیبی با شخصیت وی مطابقت دارد. اسمی که یونتابال برای دخترش انتخاب کرده معانی زیادی دارد. سوسانو به‌طور کلی به معنای نور خورشید است زمانی که آفتاب عمود به زمین در حال تابش است. اما این اسم فقط به این معنی اکتفا نمی‌کند. سوسانو یعنی دختری شاداب و روشنفکر، اهل عمل، اجتماعی بودن. رنگ نمادین این اسم زرد است و زرد یک رنگ حیات بخش است که به‌طور یکسان بر زمین می‌تابد و همه کائنات را به مساوات مورد لطف خود قرار می‌دهد.

## در فرهنگ عامه
- توسط هان هه جین در مجموعه تلویزیونی ام‌بی‌سی، افسانه جومونگ، در سال ۲۰۰۶ به تصویر کشیده شد.
- توسط جونگ ئه ری در مجموعه تلویزیونی کی‌بی‌اس۱، امپراتور افسانه‌ها، در سال ۲۰۱۱ به تصویر کشیده شد.
- توسط کیم وون سو در مستند ام‌بی‌سی، وقایع شگفت‌انگیز، در سال ۲۰۱۶ به تصویر کشیده شد.
- سوسانو یکی از شخصیت های اصلی انیمیشن گو جومونگ، محصول کشور کره شمالی، در سال ۲۰۱۷ بود.
- توسط وو دائه یونگ در مستند تلویزیونی کی‌بی‌اس، تاریخ کره‌ای، در سال ۲۰۱۷ به تصویر کشیده شد.